# ТЕС Тороро
0°38′12.9″ пн. ш. 34°7′1.0″ сх. д. / 0.636917° пн. ш. 34.116944° сх. д.
ТЕС Тороро – теплова електростанція в Уганді. Станом на середину 2010-х років найпотужніша ТЕС в країні. 
У другій половині 2000-х зростаючий попит викликав дефіцит генеруючих потужностей в Уганді, яка до того споживала майже виключно продукцію двох нільських гідроелектростанцій – Оуен-Фоллс та Кіїра. Завершення чергової ГЕС на Нілі можна було очікувати лише за кілька років, тому в 2009-му місцева приватна компанія Electro-Maxx спорудила теплову станцію потужністю 20 МВт, котру обладнали розрахованими на використання нафтопродуктів середньоборотними дизель-генераторами. Її розмістили у місті Тороро, на південному сході країни неподалік від кордону з Кенією. Вартість проекту склала 32 млн доларів США.
А у 2011-му та ж компанія отримала від Stanbic Bank Uganda позику у 35 млн доларів США, за рахунок якої планувалось подвоїти потужність ТЕС Тороро, тобто довести її до 50 МВт. Друга черга ввійшла в експлуатацію вже наступного року. 
В той же час, деякі джерела вказують на потужність самої лише Тороро II на рівні 50 МВт або навіть на збільшення потужності  теплової електростанції з 20 до 80 МВт. Нарешті, в опублікованому у травні 2017-го звіті Міністерства енергетики Уганди зазначена встановлена потужність ТЕС Тороро як 89 МВт, щоправда, з одночасною вказівкою на ліцензійний обсяг у 50 МВт.
Також можливо відзначити, що введення у 2012 році ГЕС Буджагалі з потужністю 255 МВт стало вирішальним для подолання енергетичної кризи. При цьому хоча електрифікація країни подовжується, проте в кінці десятиріччя очікується введення надпотужної ГЕС Карума (600 МВт) та ще однієї нільської станції Ісімба (160 МВт).